# Ất Dậu
Ất Dậu (chữ Hán: 乙酉) là kết hợp thứ 22 trong hệ thống đánh số Can Chi của người Á Đông. Nó được kết hợp từ thiên can Ất (Mộc âm) và địa chi Dậu (Gà). Trong chu kỳ của lịch Trung Quốc, nó xuất hiện trước Bính Tuất và sau Giáp Thân.

## Các năm Ất Dậu
Giữa năm 1705 và 2125, những năm sau đây là năm Ất Dậu (lưu ý ngày được đưa ra được tính theo lịch Việt Nam, chưa được sử dụng trước năm 1967):
- 1705
- 1765
- 1825
- 1885
- 1945 (13 tháng 2, 1945 – 1 tháng 2, 1946)
- 2005 (9 tháng 2, 2005 – 28 tháng 1, 2006)
- 2065 (5 tháng 2, 2065 – 25 tháng 1, 2066)
- 2125

## Sự kiện năm Ất Dậu
- 1225 – Trần Cảnh thành lập nhà Trần
- 1285 – Trần Quang Khải sáng tác bài thơ Tòng Giá Hoàn Kinh
- 1945 – Nạn đói Ất Dậu
- 1945 – Đảng Cộng sản Việt Nam, Việt Minh, và Quân đội Nhân dân Việt Nam thực hiện tổng khởi nghĩa Cách mạng tháng Tám. Chủ tịch Hồ Chí Minh đọc bản Tuyên ngôn độc lập, khai sinh ra nước Việt Nam Dân chủ Cộng hòa.
- 1945 – Kết thúc Chiến tranh thế giới thứ hai
- 1945 – Ngày Chiến thắng Phát xít

## Người mất các năm Ất Dậu
- 1945 – Phạm Quỳnh (mất ngày 1 tháng 8 âm lịch), Thượng thư Triều vua Bảo Đại.